# ویکتور هوگو سخاس
ویکتور هوگو سخاس (انگلیسی: Víctor Hugo Cejas؛ زادهٔ ۲۳ فوریهٔ ۱۹۸۳) بازیکن فوتبال اهل آرژانتین است.